# Martin Lindstrøm
Martin Lindstrøm (Danimarca, 5 marzo 1970) è uno scrittore danese, autore del best seller Neuromarketing. Attività cerebrale e comportamenti d'acquisto.
Nel 2009 è stato inserito dal Time nella sua lista delle 100 persone più influenti al mondo.